# Рибаки (Шабалінський район)
Рибаки́ (рос. Рыбаки) — присілок у складі Шабалінського району Кіровської області, Росія. Входить до складу Ленінського міського поселення.
Населення становить 2 особи (2010, 6 у 2002).
Національний склад станом на 2002 рік — росіяни 100 %.